# Störgeräusch
Störgeräusche sind Geräusche mit negativer Geräuschqualität, das heißt, das Schallereignis führt zu einem Hörereignis, das als unangenehm, lästig, störend, negative Assoziationen auslösend oder als nicht zum Produkt passend empfunden wird.

## Definition
Es wird ein Geräusch (engl. interfering noise) dann als Störgeräusch bezeichnet, wenn mindestens eine der folgenden Voraussetzungen erfüllt ist:
- Ein Geräusch ist unangenehm oder störend, selbst wenn ein Mensch ein Geräusch aufgrund seines Handelns erwartet. Die Geräuschqualität ist schlechter als erwartet. Der Grad der Störung (gering oder hoch) ist nicht relevant.
- Ein Geräusch tritt auf, ohne dass der Benutzer das Geräuschereignis durch sein Handeln erwarten kann (zum Beispiel Rappeln von Innenraumverkleidungen).
- Das Geräusch ist kein Informationsträger im Sinne der Benutzerführung (zum Beispiel Warngeräusch bei mangelnder Motorschmierung).

In die Festlegung der Geräuschqualität gehen eine Vielzahl von verschiedenen Parametern ein. Die Definition berücksichtigt die psychologisch wichtige Unterscheidung zwischen Stör- und Funktionsgeräuschen. So sind Funktionsgeräusche wie zum Beispiel ein satter Klang des Motors durchaus erwünscht. Auch herrscht Einigkeit unter den Automobilentwicklern, dass eine vollständige akustische Dämmung vom Kunden nicht erwünscht ist.

## Entstehung
Störgeräusche entstehen durch Relativbewegung an Kontaktstellen.
Zur Entstehung von Störgeräuschen müssen zwei Bedingungen gemeinsam erfüllt sein:
- Der Kontakt zwischen Körpern
- Relativbewegung zwischen Körpern

Ursache dieser zum größten Teil im Innenraum wirkenden Störgeräusche ist die Relativbewegung verschiedener Bauteile zueinander, die durch die Vibrationen während der Fahrt ausgelöst werden. Störgeräusche entstehen an Kontaktstellen.
Schlagen zwei Teilen aufeinander oder reiben sich gegeneinander, dann können Störgeräusche entstehen. Daher ist die Suche nach den Kernursachen von Störgeräuschen eng verknüpft mit der Suche nach relevanten Kontaktstellen.
Anhand der Vorerfahrungen aus vorangegangenen Produkten, anhand von weiteren Befragungen der Qualitäts-Spezialisten aus der Produktion, anhand von Befragungen von Störgeräuschspezialisten sowie durch eigenes Wissen können inzwischen alle kritischen Kontaktstellen isoliert und markiert werden. Hier werden zusätzlich Konstruktionszeichnungen, Bilder, Handskizzen (und was auch immer sonst erhältlich ist) benutzt, um das Problem visuell darzustellen. Videos aus Vorerfahrungen sind dabei besonders wichtig, weil sie den audiovisuellen Teil des menschlichen Gehirns ansprechen und daher besonders effizient in der Erzeugung von Problembewusstsein sind.

## Charakterisierung des Störgeräusch-Pegels
Ein Störgeräusch muss nicht laut sein. Eine Mücke in einem Schlafzimmer kann ein störendes Geräusch produzieren, obwohl es sehr leise ist und nur bei ca. 30 dB(A) liegt. Ein Orchester kann (muss aber nicht) dagegen sehr angenehme Klänge erzeugen, selbst wenn sie nahezu 90 dB(A) betragen. Das Finale einer Wagner-Oper kann ebenso laut ausladen wie Autobahnlärm. Doch jeder unterscheidet unbewusst zwischen guten und bösen Lauten. Jedes Geräusch signalisiert eine bestimmte Botschaft an das Unterbewusstsein. Wenn sie unwillkommen ist, kann das zum Problem werden. Es ist also das Gehirn und nicht das Ohr, das darüber entscheidet, ob ein Geräusch als angenehm empfunden wird. Der menschliche Gehörapparat registriert lediglich wie ein physikalisches Messgerät Druckwellen und Frequenzen des Schalls. Ganz oben in der Hitliste der lästigsten Geräusche rangieren Stick-Slip-Geräusche (Haft-Gleit-Geräusche) wie Quietschen, Knarzen und Knarren.